# زهوان (اسم)
زهوان هو اسم علم مذكر من أصل عربي، ومعناه هو الشديد الزهو، المعجب بنفسه، النضر الوجه المشرق.

## وصلات خارجية
- موسوعة السلطان قابوس لأسماء العرب نسخة محفوظة 5 أبريل 2019 على موقع واي باك مشين.